# Bình Gold
Vũ Xuân Bình (sinh 1997 tại Hà Nội), thường biết đến với nghệ danh Bình Gold hoặc Donald Gold, là một thợ xăm và rapper người Việt Nam. Các bài rap của Bình Gold như OBGTLH, BCDBL, hay Em iu đã thu hút được hàng chục triệu lượt xem và nghe trên Spotify hay YouTube. Tuy nhiên, ca từ và video âm nhạc của Bình Gold đã bị một Đài truyền hình Việt Nam và một số báo của Việt Nam chỉ trích là dung tục, phản cảm, dẫn đến việc rapper này đã phải ẩn một số video âm nhạc với hàng chục triệu lượt xem khỏi trang YouTube chính thức của mình. Đến năm 2025, Bình bị bắt giữ vì dính vào vụ bê bối sử dụng ma túy và cướp tài sản

## Tiểu sử
Sinh năm 1997 tại Hà Nội, hộ khẩu thường trú tại xã Thanh Hà, tỉnh Hải Dương. Vũ Xuân Bình là một thợ xăm chuyên nghiệp đồng thời cũng hoạt động như một rapper underground với nhiều bài hát công kích nhắm tới các rapper có tiếng như B Ray, Sol'Bass. Bắt đầu từ những năm 2018, 2019, Bình Gold bắt đầu được công chúng biết đến rộng rãi hơn qua các bài rap theo phong cách mumble rap và video âm nhạc được đăng trên trang YouTube chính thức - hiện đã có trên 1 triệu người theo dõi của mình. Trong số này có thể kể tới OBGTLH (Ông bà già tao lo hết), BCDBL (Bật chế độ bay lên), hay Bốc bát họ. Phần lớn ca từ và video âm nhạc của Bình Gold giai đoạn này có nội dung mô tả cuộc sống giàu có, ăn chơi, với một số hình ảnh bị Đài truyền hình Việt Nam hay một số báo chí đánh giá là phản cảm, bạo lực, "gây tác động xấu đến người xem, nhất là trẻ em". Bất chấp việc bị chỉ trích, các bài hát của Bình Gold vẫn có tới hàng triệu lượt xem và nghe trên YouTube và Spotify. Bình Gold cũng hợp tác với nhiều ca sĩ khác trong các bài hát có hàng chục triệu lượt xem trên YouTube như với Bích Phương (Tuổi gì mà chẳng thích lì xì), Andree Right Hand (Em iu), hay JustaTee và BigDaddy (Hết mana). Đồng thời, Roger Yiu trên trang LiFTED khi giới thiệu BCDBL của Bình Gold đã cho rằng những bài rap của Bình Gold cho thấy ảnh hưởng của dòng luxury rap - vốn là phong cách được nhiều các nghệ sĩ hip hop da đen có xuất thân nghèo khổ hay thuộc tầng lớp dân nhập cư không được coi trọng trong xã hội Hoa Kỳ thể hiện để chứng tỏ việc họ đã thành công, đã thoát ra khỏi nghịch cảnh số phận. Vì vậy, việc Bình Gold theo bước các rapper Mỹ trong dòng luxury rap để đi ngược lại những giá trị truyền thống châu Á - vốn tránh khoe khoang của cải vật chất cũng chính là để thể hiện rằng Bình Gold muốn có được con đường đi của riêng mình.

## Bê bối
Tháng 9 năm 2020, Bình Gold và các video âm nhạc của rapper này đã bị Đài truyền hình Việt Nam nêu đích danh trong chương trình Thời sự toàn cảnh của kênh VTV1 như là ví dụ của việc các nội dung phản cảm được chia sẻ công khai trên YouTube, gây ảnh hưởng xấu đến xã hội. Đáp lại những chỉ trích của VTV1, ngày 20 tháng 9 năm 2020 Bình Gold đã quyết định ẩn toàn bộ những video âm nhạc với hàng chục triệu lượt xem của mình vào thời điểm đó như Ông bà già tao lo hết, Lái máy bay, Bốc bát họ, Trơn, Quan hệ rộng... Đồng thời, Bình Gold cũng đăng một tâm thư lên trang cá nhân trong đó cho biết: "Thật sự là mình chỉ muốn làm nghệ thuật! Ước mơ làm được rap Việt như rap Mỹ và mình đã cố gắng làm điều đó, không biết là nó đến đâu rồi nhưng bây giờ chắc mình sẽ phải suy nghĩ lại mục tiêu này. Sau này các bạn không còn thấy những sản phẩm kiểu như tôi vẫn làm nữa thì mong các bạn hiểu". Sau sự kiện này, Bình Gold đã ngừng chia sẻ các bài rap mới trên trang YouTube cho đến năm 2024 trước khi xuất hiện lại trước công chúng vào năm 2024 với các bài rap mới như Trăng hoa mây mưa hay Đổi tư thế (hợp tác với Andree Right Hand). Tuy nhiên, trong lần xuất hiện trở lại này, Bình Gold lại tiếp tục bị một số tờ báo của Việt Nam chỉ trích vì vẫn tiếp tục theo đuổi phong cách viết lời với nội dung "ăn chơi", "phản cảm".

### Bắt giữ
Năm 2025, Bình Gold bị công an phát hiện sử dụng ma túy, lái xe lạng lách, chèn ép các phương tiện khác trên đường cao tốc Nội Bài - Lào Cai. Ba ngày sau đó, Bình tiếp tục bị bắt giữ tại khu vực đường gom Vành đai 3, đoạn tiếp giáp nghĩa trang Cự Khối (phường Long Biên), đồng thời thu hồi xe taxi, điện thoại và ví. Theo công an, sáng 26/7, Bình thuê anh N.V.B. lái taxi chở đi Bắc Ninh. Đi được khoảng 1km, Bình lấy điện thoại của anh B. trên ghế phụ, dùng tay quàng cổ, bắt tài xế điều khiển xe đi về Quảng Ninh. Qua lối rẽ Đại lộ Thăng Long khoảng 100m, lợi dụng lúc Bình không để ý, anh B. mở cửa xe bỏ chạy. Bình sau đó lấy xe tiếp tục đi theo hướng về cầu Thanh Trì, tới đoạn đường gom vành đai 3 thì bị công an bắt giữ.